# Pheidole microgyna
Pheidole microgyna là một loài côn trùng thuộc họ Formicidae. Đây là loài đặc hữu của Guyana.